# Чжан Цюнь
Чжан Цюнь (встречается также написание Чжан Цунь, кит. трад. 張群, пиньинь Zhāng Qún, 9 мая 1889, провинция Сычуань, империя Цин — 14 декабря 1990, Тайбэй, Китайская Республика) — китайский государственный, политический и военный деятель, дипломат.

## Биография
Чжан Цюнь родился 9 мая 1889 года в уезде Хуаян провинции Сычуань (в 1965 году уезд Хуаян был присоединён к уезду Шуанлю). В 1907 году по окончании школы он поступил в Токийскую Военную Академию (Япония), где во время учёбы познакомился с Хуан Фу и будущим лидером Китая Чан Кайши, который также пытался учиться в Токио, но не поступил в Академию.
В 1911 году был вынужден прервать учёбу. Он по призыву Сунь Ятсена, который также в это время находился за пределами Китая, вернулся в Китайскую республику после начала Синьхайской революции. Чжан Цюнь принимал участие в становлении республики, однако в 1915 году после попытки Юань Шикая вернуть в стране монархию уехал вновь из Китая продолжать военную учёбу. Назад на родину он вернулся лишь в 1929 году.

## Политическая карьера
В Китае в это время были хаос и развал страны, остановленные усилиями Чан Кайши. Чжан Цюнь вступил в партию Гоминьдан и вскоре получил назначение на пост мэра Шанхая, на этом посту он пробыл почти 3 года до 6 января 1932 года. Новый президент Китая Линь Сэнь, который сменил Чан Кайши, направил Чжан Цюня в провинцию Хубэй, и летом 1933 года он стал губернатором этой провинции.
В декабре 1935 года главой правительства Китая вновь стал Чан Кайши. Он сделал министром иностранных дел государства Чжан Цюня. Это было очень сложное политическое время, Япония контролировала Маньчжурию. Многие политические силы Китая понимали, что вскоре начнётся настоящая война с восточным соседом. Летом 1937 года эта война началась, Чжан Цюнь к этому времени оставил пост министра и был первым вице-премьером у Чан Кайши. После того как новым главой правительства стал Кун Сянси, он остался на этом посту. В декабре 1939 года в очередной раз правительство Китая возглавил Чан Кайши, место в новом правительстве Чжан Цюнь не сохранил.
В Китае в это время кроме войны с Японией шла Гражданская война — сторонники центральной власти воевали с Коммунистической партией Китая (КПК) и армией, составленной из китайцев, подчиняющихся прояпонским правительствам. В это сложное время президент страны Линь Сэнь сделал Чжан Цюня губернатором его родной провинции Сычуань. Чжан Цюнь сумел наладить диалог с коммунистами Китая. Этому способствовало вступление во Вторую мировую войну СССР. По окончании военных действий во Второй мировой войне осенью 1945 года начались бои между правительственными войсками Китая и вооружёнными силами КПК.

## Деятельность после Второй мировой войны

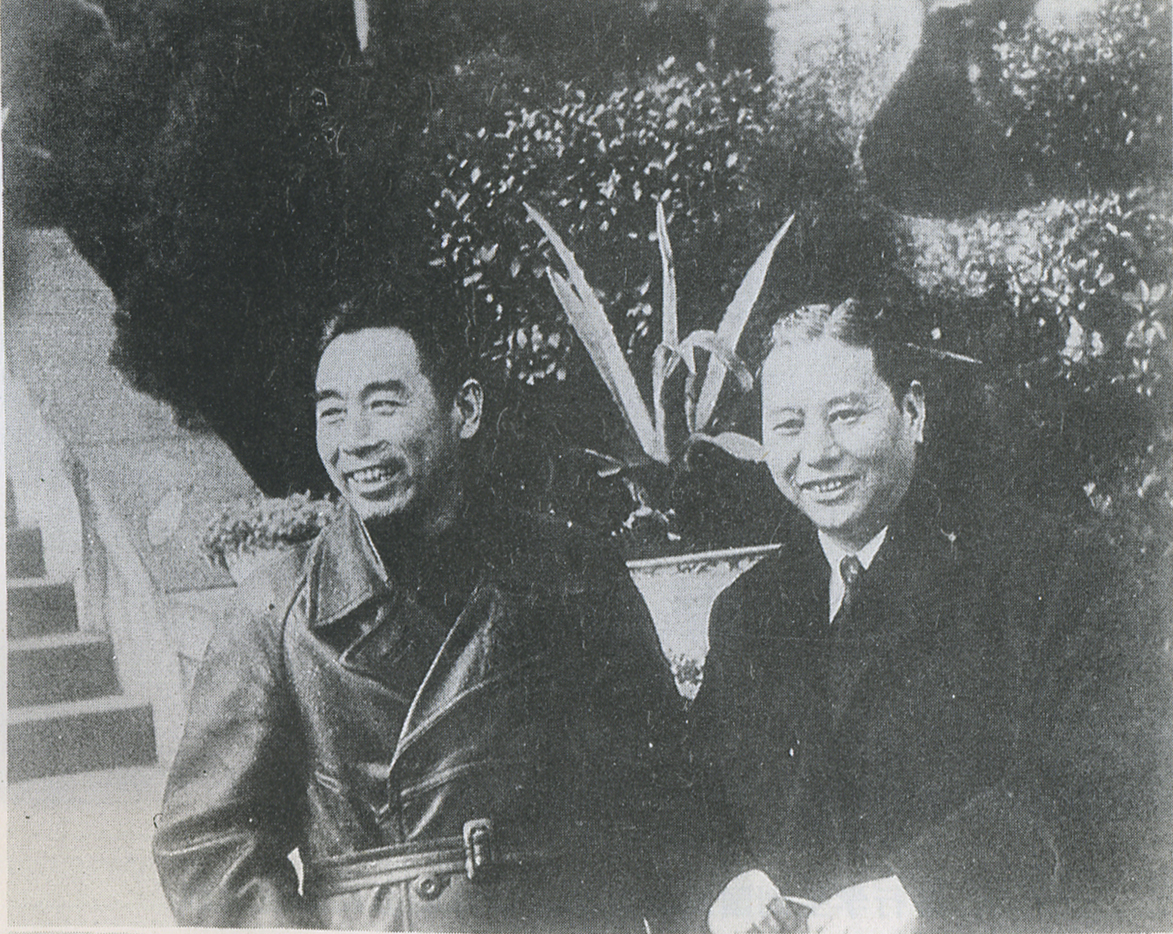
Чжоу Эньлай и Чжан Цюнь в 1946 году на переговорах

Понимая всю сложность ситуации из-за конфликта в Китае и нежелания СССР остановить политиков из КПК, переговоры как посредник начали США.
Переговоры шли с ноября 1944 года с переменным успехом. Делегацию США на переговорах в 1946 году возглавил Джордж Маршалл, делегацию КПК — Чжоу Эньлай, а делегацию нанкинского правительства — Чжан Цюнь, ввиду его удачных переговоров с этими делегатами ранее. Однако на этот раз результат был отрицательный, переговоры были сорваны. Война в Китае продолжалась.
Президент Китая Чан Кайши весной 1947 года решил освободить пост премьер-министра страны, и 23 апреля на этот пост был назначен Чжан Цюнь. На этом посту он не достиг успехов и положительных результатов, и 28 мая 1948 года его сменил на этом посту Вэн Вэньхао.
После поражения Китайской республики в Гражданской войне правительство отступило на Тайвань и другие ближние острова и фактически основало государство со столицей в городе Тайбэй. Там же на Тайване оказался и Чжан Цюнь. Вскоре он вновь приступил к политической деятельности.
С 1954 по 1972 год он был Государственным секретарём при президенте Чан Кайши. Всё это время он отвечал за внешнюю политику Китайской Республики. При нём представители Тайваня были в ООН. Позже их сменили дипломаты КНР, вскоре после этого Чжан Цюнь оставил пост. Несколько лет он работал советником у сына Чан Кайши Цзян Цзинго, когда тот был главой правительства на Тайване.
Чжан Цюнь скончался в 14 декабря 1990 года на 102-м году жизни и был похоронен в Тайбэе.

## Награды
- Орден Чан Кайши
- Большая лента специального класса ордена Бриллиантовой звезды (1944)
- Орден Трёх звёзд 1 степени (Латвия, 19 января 1937)[5]